# Apacsok (film)
Az Apacsok 2010-ben bemutatott magyar filmdráma, Török Ferenc rendezésében, Csányi Sándor főszereplésével.

## Közreműködők

### Szereplők
- Csányi Sándor – Horváth
- Gazsó György – apa
- Szervét Tibor – tartótiszt
- Csomós Mari – nagymama
- Martin Márta – házmesterné
- Schneider Zoltán – Szoboszlai
- Bálint András – hegedűs
- Kocsó Gábor – hadnagy
- Vajdai Vilmos – Bajomi
- Karalyos Gábor – Szilaj ló
- Balla Eszter – Kata
- Wéber Kata – Edit
- Marjai Virág – Csilla
- Adorjáni Bálint – Fürge Hód
- Alexis Latham – Mr. Caldron
- Klem Viktor – Tíz Medve

### Alkotók
- Rendező: Török Ferenc
- Forgatókönyvíró: Kovács Krisztina, Bereményi Géza
- Operatőr: Garas Dániel
- Jelmeztervező: Benedek Mari
- Producer: Angelusz Iván, Bálint András
- társproducer: Poós András
- látványtervező: Stark Attila
- Gyártásvezető: Taschler Andrea
- Vágó: Barsi Béla